# Нестор Россі
Нестор Россі (ісп. Néstor Rossi, нар. 10 травня 1925, Буенос-Айрес — пом. 13 червня 2007, Буенос-Айрес) — аргентинський футболіст, що грав на позиції півзахисника. По завершенні ігрової кар'єри — футбольний тренер.
Виступав за клуби «Рівер Плейт», «Мільйонаріос» та «Уракан», а також національну збірну Аргентини.

## Клубна кар'єра
Народився 10 травня 1925 року в місті Буенос-Айрес на вулиці Лабарден в дель Парке Патрісіос в сім'ї Сегундо Россі і Хосефи Елоли. Вихованець юнацьких команд футбольних клубів «Платенсе» (Вісенте-Лопес) та «Рівер Плейт», куди потрапив завдяки Карлосу Пеусельї, який побачив його під час одного з матчів.

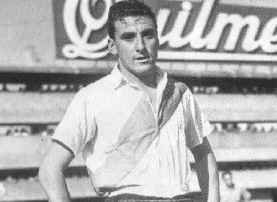
Нестор Россі під час виступів за «Рівер Плейт». 1958 рік.

За три роки Нестор пройшов шлях від п'ятої команди клубу, до основного складу. Він дебютував у першій команді 24 червня 1945 року в матчі з клубом «Расінг», що завершився перемогою його команди 2:0. У перші два сезони Россі «придивлявся» до команди, але потім зміг завоювати місце в складі клубу. У 1947 році Нестор виграв свій перший трофей, чемпіонат Аргентини (1945 року Россі провів дуже мало матчів, щоб вважатися гравцем основного складу «Рівера» і отримати медаль чемпіонату).
У 1949 році Россі перейшов в колумбійський «Мільйонаріос», для того, щоб заробити грошей: багато аргентинських футболістів охоче залишали свої клуби і їхали грати в Колумбію, оскільки умови, найчастіше, там були краще і зарплата вища. У Колумбії Россі виграв 4 чемпіонати країни, Кубок країни, а також Малий Кубок світу. Також під час перебування в цій країні півзахисник заробив більше грошей, ніж в усі інші роки його кар'єри.
У 1955 році Россі повернувся в «Рівер» і виграв з клубом ще три титули чемпіона країни. Завершив кар'єру Нестор в «Уракані» 1961 року, паралельно працюючи тренером команди.

## Виступи за збірну
2 березня 1947 року дебютував в офіційних іграх у складі національної збірної Аргентини в матчі з Уругваєм. У тому ж році він виграв чемпіонат Південної Америки в Еквадорі, а через 10 років повторив це досягнення на турнірі в Перу.
Наступного року у складі збірної був учасником чемпіонату світу 1958 року у Швеції, де аргентинці несподівано зайняли останнє місце в групі і покинули турнір.
Протягом кар'єри у національній команді, яка тривала 12 років, провів у формі головної команди країни лише 26 матчів.

## Кар'єра тренера
Після роботи граючим тренером в «Уракані», 1961 року Россі очолив «Рівер Плейт».
У 1962 році недовго працював зі збірною Аргентини, а наступного року очолив «Расинг» (Авельянеда).
В подальшому очолював низку аргентинських клубів, а також колумбійський «Мільйонаріос», парагвайський «Серро Портеньйо» та іспанські «Гранаду» та «Ельче».
Останнім місцем тренерської роботи Россі був клуб «Атланта» (Буенос-Айрес), який Нестор очолював як головний тренер 1982 року.
Помер 13 червня 2007 року на 83-му році життя у місті Буенос-Айрес.

## Титули і досягнення

### Як гравця
- Чемпіон Аргентини (5):

«Рівер Плейт»: 1945, 1947, 1955, 1956, 1957
- Чемпіон Колумбії (4):

«Мільйонаріос»: 1949, 1951, 1952, 1953
- Володар Кубка Колумбії (1):

«Мільйонаріос»: 1953
- Володар Малого Кубку світу (1):

«Мільйонаріос»: 1953
- Чемпіон Південної Америки (2):

Аргентина: 1947, 1957

### Як тренера
- Чемпіон Аргентини (1):

«Бока Хуніорс»: 1965